# 尋ね人
『尋ね人』（たずねびと）は、谷村志穂による日本の小説、またそれを原作とする2012年のテレビドラマ。
『小説新潮』（新潮社）にて2010年5月号から12月号まで1度の休載を挟んで連載されたのち、2012年5月に同社より単行本が刊行された。同年11月にWOWOWのドラマWで、夏川結衣主演でテレビドラマ化。2016年5月7日にNHK-FMのFMシアターにてラジオドラマ化。

## あらすじ
恋人に裏切られ仕事を失い、故郷である北海道へ戻った杉田李恵は、末期がんを宣告され余命いくばくもない母から、50年前に突如失踪してしまった恋人だった男性の行方を捜してほしいと頼まれる。

## 書籍情報
- 単行本：新潮社、2012年5月22日 ISBN 9784104256051

## テレビドラマ
2012年11月3日に、WOWOWのドラマWスペシャルとして「TOUCH! WOWOW2012」というWOWOWの無料放送キャンペーンの一環で放送された。

### キャスト
- 杉田李恵 - 夏川結衣
- 杉田美月 - 十朱幸代 / 志田未来（旧姓：大前美月〈50年前〉）
- 古賀邦幸 - 安田顕
- 大橋籐一郎 - 満島真之介
- 寺尾巨樹 - 斉藤陽一郎
- 山中雄一 - 永野宗典
- 右島潤子 - 大島葉子
- 佐藤次郎 - 武田真治
- 内田安樹 - 榎木孝明
- 坂元明 - 合田雅吏
- 坂本悦子 - 円城寺あや
- 喜多門雅哉 - 篠田三郎 / 武田航平（50年前）
- 坂本洋之 - 石田太郎

### スタッフ
- 原作 - 谷村志穂
- 監督 - 篠原哲雄
- 脚本 - 関えり香
- プロデュース - 喜多麗子
- 音楽 - Secret Garden (UNIVERSAL MUSIC)

## ラジオドラマ
2016年5月7日、NHK-FM「FMシアター」にてラジオドラマが放送された。

### キャスト（ラジオドラマ）
- 杉田李恵 - 芦名星
- 杉田美月 - 市毛良枝
- 50年前の美月 - 鉢嶺杏奈
- 大橋籘一郎 - 松田悟志
- 右島潤子 - 西尾まり
- 喜多門雅哉 - 有福正志
- 坂本洋之 - 岡本富士太
- 入江雅人
- 伊達暁

### スタッフ（ラジオドラマ）
- 原作 - 谷村志穂
- 脚色 - 入山さと子
- 音楽 - 和田貴史
- 演出 - 吉田浩樹
- 技術 - 加村武
- 音響効果 - 野村知成